# Первомайский проспект (Рязань)
Первома́йский проспе́кт — проспект в центральной части Рязани, одна из важнейших городских магистралей. Проходит от площади Ленина до путепровода под железной дорогой Ряжского направления, после которого переходит в Московское шоссе. Нумерация домов ведётся от площади Ленина.

## История
Улица возникла в XVIII веке по утверждённому Екатериной II регулярному плану города. Название Московская улица появилось по направлению от Рязани на Москву. В XIX веке Московская улица проходила от Новобазарной площади (ныне площадь Ленина) до перекрёстка с Конюшенной улицей (ныне ул. Каширина) до моста у Московской заставы г. Рязани. На другой стороне от моста у Московской заставы располагалась Троицкая застава на Троицком шоссе (Большое шоссе) Троицкой слободы (Ново-Александровская слобода).
В 1919 году, на волне массовых переименований, Московская улица была переименована в улицу Красной Армии.
В ноябре 1919 года в г. Рязани вышло постановление президиума Горисполкома о переименовании Троицкого шоссе. По новому постановлению президиума Горисполкома Троицкое шоссе называлось шоссе Октябрьской Революции.
В последующие годы шоссе Октябрьской Революции называли по старому названию Троицкое шоссе. В августе 1928 году Троицкое шоссе переименовали в улицу 1 Мая.
В 1929 году на пересечении улиц Красной Армии и Селезнёвской (ныне Пожалостина) был построен первый в Рязани четырёхэтажный дом со всеми видами благоустройства (дом № 13), известный в городе как «первый рязанский небоскрёб».
В начале 30-х годов на ул. Красной Армии, напротив современной остановки Дом художника построили три жилых дома ЖАКТа имени Ухтомского, которые носят народное название Ухтомские дома. ЖСКТ имени Ухтомского был организован в 1926 г. с целью улучшения жилищных и бытовых условий членов товарищества. 
В 1941 году на ул. 1 мая построили  гостиницу «Первомайская».
В 1949 году по улицам Красной Армии и 1 Мая прошла первая в Рязани троллейбусная линия.
В 1950-е—1960-е годы начинается реконструкция улицы 1 Мая. Если улица Красной Армии в основном сохраняла старую купеческую застройку, доставшуюся в наследство от Московской улицы, то улица 1 Мая была застроена одноэтажными деревянными домами бывшей Троицкой слободы. В ходе реконструкции вдоль улицы появились новые дома в сталинском стиле, выполнено озеленение.
В 1964 году улицы Красной Армии и 1 Мая были объединены в Первомайский проспект.
В 1990 году начато строительство здания для гостиницы, однако строки строительства были растянуты до 2016 года — «законсервированное» сооружение стало самым знаменитым рязанским долгостроем в истории города. Ныне в достроенном здании размещается отель «Амакс».
Первомайский проспект является традиционным маршрутом проведения праздничных демонстраций.

## Здания

### По нечётной стороне
- Дома № 1—11 — старая купеческая застройка улицы Московской;
- Дом № 13 — «первый рязанский небоскреб», первое высотное здание в Рязани (5 этажей), построенное в 1929 году;
- Дом № 17 — Дом Общественных Организаций (бывший Дом офицеров), спортивный клуб «Волна»;
- Дом № 19 — деревянный дом купца Селиванова, украшенный резьбой. В доме размещается детский сад № 20;
- Дом № 25 — здание артиллерийских казарм Рязанского гарнизона (построен в начале XIX века). В 1943 г. в нём находилась артиллерийская школа по подготовке офицерского состава Войска Польского. Ныне в здании размещается Рязанский военный гарнизонный госпиталь, образованный в 1931 г.;
- Дом № 27 — здание совнархоза, в настоящее время — офисный центр;
- Дома № 33 и № 35 — жилые четырёхэтажные дома 1953 года постройки;
- Дом № 41 — здание Рязанского областного союза организаций профсоюзов;
- Дом № 45 — в здании находится отделение Почты России. На доме установлена мемориальная доска Н. Н. Чумаковой;
- Дом № 47/1 — в здании располагаются офисы Сбербанка, Газпромбанка, «Центрювелирторга» и ряда других организаций, парикмахерская и салон красоты «Логово стиля», ювелирный магазин «ЯкутАлмазЗолото». На доме установлены мемориальные доски А. А. Вайцену и И. Д. Завражнову;
- Дом № 61 — МБОУ Школа № 13.

### По чётной стороне

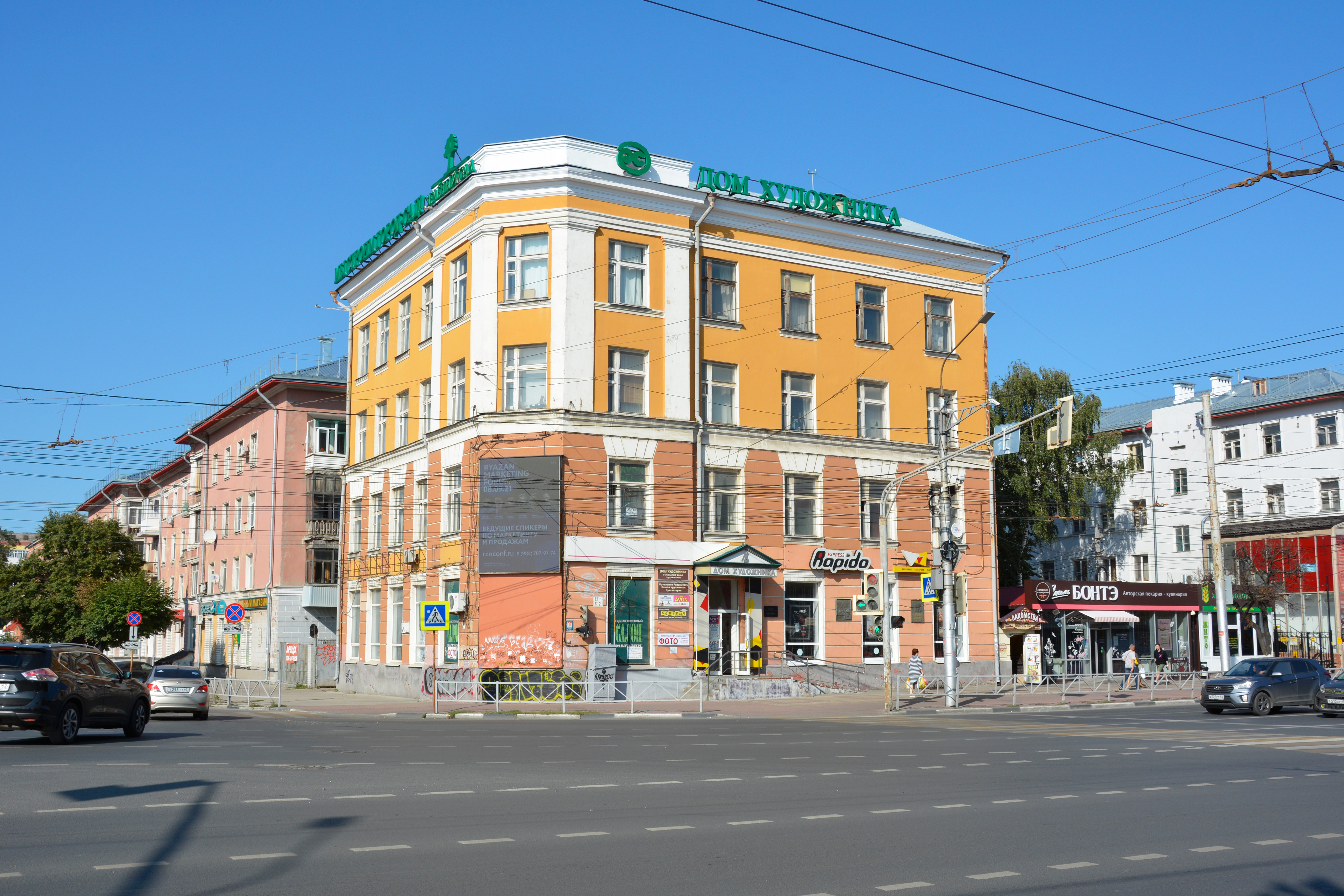
Дом художника в Рязани

- Дом № 2 — Академия права и управления ФСИН;
- Дом № 14 — картинная галерея «Виктор Иванов и земля Рязанская»;
- Дом № 18 — торговый центр «Первомайский пассаж»;
- Дом № 30/26 — дом купца Масленникова. На доме установлены мемориальные доски Ф. И. Масленникову и И. П. Павлову;
- Дом № 42 — Дом художника (построен в 1959 году). На доме установлены мемориальные доски А. М. Титову и С. Ф. Якушевскому;
- Дом № 54 — отель «Амакс» и ресторан «Есенин»;
- Дом № 56 — бывшая гостиница «Первомайская», сейчас — бизнес-центр «Первомайский»;
- Дом № 62 — Рязанский филиал Московского университета имени С. Ю. Витте;
- Дом № 68 — Муниципальный культурный центр;
- Дом № 74 к. 1 — Центральная библиотека имени С. А. Есенина;
- Дом № 80 — Рязанский железнодорожный колледж.

## Памятники

### Монумент Победы
Мемориальный комплекс монумент Победы включает в себя обелиск, стелу, скульптурную композицию перед Вечным огнём и мемориальные доски. Сооружался поэтапно в 1965—1985 годы, реконструирован в 2009—2010 годы.

### Памятник Г. К. Петрову
Памятник Г. К. Петрову — одному из 26 бакинских комиссаров, уроженцу Рязани. Установлен в 1981 году.

### Мемориальная доска и памятник Н. Н. Чумаковой
Мемориальная доска и памятник
6 марта 2009 года состоялось открытие мемориальной доски Надежде Николаевне Чумаковой на доме № 45 по Первомайскому проспекту, в котором она проживала с 1958 по 2006 год.
29 апреля 2013 года состоялась церемония открытия выполненного из бронзы и гранита памятника Н. Н. Чумаковой — Почётному гражданину Рязанской области и Рязани, с 1963 по 1986 год возглавлявшей исполком Рязанского городского Совета народных депутатов. Установлен памятник в сквере её имени на Первомайском проспекте возле Центральной городской библиотеки.
Автор мемориальной доски и памятника — Почётный гражданин Рязани, заслуженный художник Российской Федерации скульптор Б. С. Горбунов. В создании памятника приняли участие архитектор М. А. Журавлёв и предприятие «Лит Арт».

## Транспорт
Первомайский проспект — важнейшая транспортная магистраль, главная улица города. Ширина улицы не менее шести полос в обоих направлениях.
Общественный транспорт проходит по всему проспекту. Большинство маршрутов автобуса и троллейбуса проходят по всему проспекту или его части.
На Первомайском проспекте расположены 4 остановки общественного транспорта.
| Маршруты общественного транспорта на Первомайском проспекте (январь 2023 г.) | Маршруты общественного транспорта на Первомайском проспекте (январь 2023 г.) | Маршруты общественного транспорта на Первомайском проспекте (январь 2023 г.) | Маршруты общественного транспорта на Первомайском проспекте (январь 2023 г.) |
| Остановка Общественного Транспорта                                           | Троллейбусы                                                                  | Автобусы                                                                     | Примечание |
| ---------------------------------------------------------------------------- | ---------------------------------------------------------------------------- | ---------------------------------------------------------------------------- | --- |
| Дом художника                                                                | 1, 3, 5, 10, 16                                                              | 7, 11, 13, 15, 17, 21, 23, 24                                                | ООТ находится между улицами Павлова и Каширина. Возле остановки расположены военный госпиталь, памятник Г. К. Петрову. |
| Первомайская гостиница                                                       | 1, 3, 5, 10, 16                                                              | 7, 13, 15, 21, 23, 24                                                        | ООТ расположена между улицами Типанова и Дзержинского. Возле остановки расположены гостиница «Амакс», ресторан «Есенин», Первомайский рынок.                                                                                          |
| Площадь Победы                                                               | 1, 5, 9, 10, 16                                                              | 2, 7, 13, 15, 21, 23, 24                                                     | ООТ располагается на одноименной площади. Рядом с остановкой располагаются Вечный огонь и монумент Победы, муниципальный культурный центр и торговый центр «Виктория Плаза», в шаговой доступности — железнодорожный вокзал Рязань I. |
| Улица Вокзальная                                                             | 1, 5, 9, 10, 16                                                              | 2, 7, 13, 15, 21, 23, 24                                                     | ООТ расположена между улицами Чкалова и Вокзальной. Рядом с остановкой находятся библиотека имени С. А. Есенина и памятник Н. Н. Чумаковой, в шаговой доступности — железнодорожный вокзал Рязань II.                                 |

## Примыкающие улицы
Первомайский проспект пересекает улицу Пожалостина, улицу Павлова, площадь Победы, улицу Вокзальную. Слева (при движении в сторону Московского шоссе) к проспекту примыкают улицы: Маяковского, Типанова, Дзержинского, Чкалова, проезд Завражного. Справа (при движении в сторону Московского шоссе) к Первомайскому проспекту примыкают улицы: Сенная, Каширина, Вокзальная, 2-й Школьный переулок, Малое шоссе.